# 영웅전설 여의 궤적
《영웅전설 여의 궤적》(일본어: 英雄伝説 黎の軌跡)은 니혼 팔콤이 개발한 2021년 롤플레잉 비디오 게임이다. 《궤적》 시리즈의 일부이며 그 자체로는 더 큰 영웅전설 시리즈의 일부이다. 여의 궤적 스토리 아크 내 첫 번째 게임이다. 영어판은 2024년 《영웅전설: 새벽을 가르는 궤적》이라는 제목으로 출시됐다.
일본에서 플레이스테이션 4용으로 2021년 9월 출시되었다. 플레이스테이션 5 이식판은 일본과 기타 아시아 지역에서 2022년 7월 출시되었으며 마이크로소프트 윈도우 포팅이 중국어와 한국어로 이루어졌다. 일본어 윈도우 포팅은 2023년 3월 출시되었으며 영어 지역화도 추후 업데이트가 예정되어 있다.

## 참조

### 주해
1. ↑  영어: The Legend of Heroes: Trails Through Daybreak